# Javania cailleti
Javania cailleti är en korallart som först beskrevs av Duchassaing och Giovanni Michelotti 1864.  Javania cailleti ingår i släktet Javania och familjen Flabellidae. Inga underarter finns listade i Catalogue of Life.